# Coullons
Coullons – miejscowość i gmina we Francji, w Regionie Centralnym, w departamencie Loiret.
Według danych na rok 1990 gminę zamieszkiwało 2258 osób, a gęstość zaludnienia wynosiła 29 osób/km² (wśród 1842 gmin Regionu Centralnego Coullons plasuje się na 165. miejscu pod względem liczby ludności, natomiast pod względem powierzchni na miejscu 12.).